# Hubli-Dharwad
Hubli-Dharwad ou Hubbali-Dharwad (en kannada : ಧಾರವಾಡ) est une corporation municipale du Karnataka formée par les villes jumelles de Hubli et Dharwad.

## Géographie
La population est alphabétisée à 87,28 %.

## Personnalités
- Akshata Murty, née en 1980 à Hubli, créatrice de mode, épouse de Rishi Sunak.